# Az Amerikai Virgin-szigetek az 1992. évi téli olimpiai játékokon
Az Amerikai Virgin-szigetek a franciaországi Albertville-ben megrendezett 1992. évi téli olimpiai játékok egyik részt vevő nemzete volt. Az országot az olimpián 3 sportágban 12 sportoló képviselte, akik érmet nem szereztek.

## Alpesisí
Férfi
| Versenyző     | Versenyszám            | 1. futam      | 1. futam      | 2. futam | 2. futam | Összesítés | Összesítés |
| Versenyző     | Versenyszám            | Idő           | Hely.         | Idő      | Hely.    | Idő        | Helyezés   |
| ------------- | ---------------------- | ------------- | ------------- | -------- | -------- | ---------- | ---------- |
| John Campbell | Műlesiklás             | nem ért célba | nem ért célba | kiesett  | kiesett  | kiesett    | kiesett    |
| John Campbell | Óriás-műlesiklás       | 1:20,68       | 75.           | 1:19,35  | 62.      | 2:40,03    | 62.        |
| John Campbell | Szuperóriás-műlesiklás |               |               |          |          | 1:26,83    | 74.        |

Női
| Versenyző    | Versenyszám      | 1. futam | 1. futam | 2. futam | 2. futam | Összesítés | Összesítés |
| Versenyző    | Versenyszám      | Idő      | Hely.    | Idő      | Hely.    | Idő        | Helyezés   |
| ------------ | ---------------- | -------- | -------- | -------- | -------- | ---------- | ---------- |
| Seba Johnson | Műlesiklás       | 1:08,65  | 44.      | 1:01,11  | 37.      | 2:09,76    | 37.        |
| Seba Johnson | Óriás-műlesiklás | 1:23,21  | 45.      | 1:27,46  | 38.      | 2:50,67    | 37.        |

## Bob
| Versenyző                                                | Versenyszám | 1. futam | 1. futam | 2. futam | 2. futam | 3. futam   | 3. futam   | 4. futam | 4. futam | Összesítés | Összesítés |
| Versenyző                                                | Versenyszám | Idő      | Hely.    | Idő      | Hely.    | Idő        | Hely.      | Idő      | Hely.    | Idő        | Helyezés   |
| -------------------------------------------------------- | ----------- | -------- | -------- | -------- | -------- | ---------- | ---------- | -------- | -------- | ---------- | ---------- |
| Sven Petersen Bill Neill                                 | Kettes      | 1:03,95  | 45.      | 1:04,21  | 45.      | 1:04,32    | 45.        | 1:04,12  | 45.      | 4:16,60    | 44.        |
| Daniel Burgner David Entwistle                           | Kettes      | 1:04,21  | 46.      | 1:04,10  | 44.      | 1:04,12    | 44.        | 1:04,29  | 46.      | 4:16,72    | 45.        |
| Daniel Burgner Ernest Mathias David Entwistle Bill Neill | Négyes      | 1:00,92  | 29.      | 1:01,08  | 29.      | nem indult | nem indult | kiesett  | kiesett  | kiesett    | kiesett    |
| Sven Petersen Michael Juhlin James Withey Paul Zar       | Négyes      | 1:02,45  | 31.      | 1:02,52  | 31.      | 1:02,73    | 29.        | 1:02,65  | 29.      | 4:10,35    | 29.        |

## Szánkó
| Versenyző      | Versenyszám | 1. futam | 1. futam | 2. futam | 2. futam | 3. futam | 3. futam | 4. futam | 4. futam | Összesítés | Összesítés |
| Versenyző      | Versenyszám | Idő      | Hely.    | Idő      | Hely.    | Idő      | Hely.    | Idő      | Hely.    | Idő        | Helyezés   |
| -------------- | ----------- | -------- | -------- | -------- | -------- | -------- | -------- | -------- | -------- | ---------- | ---------- |
| Kyle Heikkila  | Férfi egyes | 46,866   | 27.      | 47,170   | 28.      | 48,463   | 32.      | 48,636   | 31.      | 3:11,135   | 29.        |
| Anne Abernathy | Női egyes   | 49,201   | 24.      | 48,220   | 22.      | 48,609   | 23.      | 48,312   | 23.      | 3:14,342   | 23.        |